# Hantelindex
Der Hantelindex dient neben dem Cubitalindex und der Diskordialverschiebung zur Rassentrennung bei Honigbienen. Diese, für jede Bienenrasse charakteristischen Merkmale, können anhand des Venenmusters der Flügel bestimmt werden. Der Hantelindex wird genauso wie der Cubitalindex an der 3. Cubitalzelle (c3) gemessen. Das Verhältnis der beiden Längen C und D ergibt schließlich den Hantelindex.

Der Hantelindex ergibt sich aus C/D.

Die reinrassige, unvermischte dunkle europäische Honigbiene Apis mellifera mellifera kann beispielsweise einen Hantelindex bis maximal 0,923 haben, wobei der Cubitalindex maximal 1,9 betragen darf und die Diskordialverschiebung negativ sein muss. Alle Werte, die davon abweichen, weisen darauf hin, dass es sich nicht um eine reinrassige dunkle Biene handelt, sondern um einen Hybridtyp.
Generell sind bei reinrassigen Bienen der Hantelindex und die Diskordialverschiebung entlang einer Regressionsgeraden angeordnet. Dadurch ist es möglich, die Rasse Mellifera von der Rasse Carnica, sowie die Rasse Caucasica von der Rasse Ligustica besser zu trennen als mit dem Cubitalindex alleine. Dabei liegen die Werte von Hantelindex und Diskordialverschiebung bei Carnica und Ligustica höher als bei Mellifera. Die Rassen Carnica und Ligustica können nicht nur durch den Hantelindex und die Diskordialverschiebung unterschieden werden. Dasselbe gilt für die Rassen Mellifera und Caucasica. Auch um die Reinpaarung bei Reinzuchtvölkern zu überprüfen, können der Hantelindex gemeinsam mit der Diskordialverschiebung als Kontrollwerte verwendet werden. Die zusätzliche Beurteilung der Körpermerkmale wie Panzerzeichen, Haarlänge und Filzbindenbreite können nicht durch die Berechnung von Hantelindex und Diskordialverschiebung ersetzt werden.
Die Programme FLÜGEL-INDEX von Günther Pexa und CBeeWing von Cybis Elektronik & Data AB können für die Berechnung von Hantel-, Cubitalindex und Diskordialverschiebung zur Merkmalsuntersuchung von Honigbienen verwendet werden.